# Nebojša Jovanović
Nebojša Jovanović, né le 27 mars 1983 à Belgrade, est un coureur cycliste serbe.

## Palmarès
- 2001
  -  Champion de Serbie-et-Monténégro sur route juniors
- 2003
  - 2e du championnat de Serbie-et-Monténégro sur route
  - 3e du championnat de Serbie-et-Monténégro du contre-la-montre
  - 6e du championnat d'Europe sur route espoirs
- 2004
  -  Champion de Serbie-et-Monténégro sur route
  - 2e du championnat de Serbie-et-Monténégro du contre-la-montre
  - 3e du Tour de Serbie
- 2005
  - 1re étape du Tour de Grèce
  - 3e du Tour de Grèce
- 2006
  - 2e du championnat de Serbie-et-Monténégro du contre-la-montre
  - 3e du championnat de Serbie-et-Monténégro sur route
- 2007
  - Grand Prix P-Nivó
  - 3e étape de l'International Paths of Victory Tour
- 2008
  - 2e du Tour of Chalkidiki
  - 2e du Grand Prix Kooperativa
  - 2e du championnat de Serbie sur route
- 2009
  - 6e étape du Tour de Serbie
  - Classement général du Grand Prix Bradlo
  - 3e du  championnat de Serbie sur route
- 2010
  - 3e du championnat de Serbie sur route
- 2011
  - 3e du Tour d'Alanya
- 2012
  - 2e du Grand Prix Dobrich I
- 2014
  - 3e du championnat de Serbie sur route
- 2016
  - 2e du championnat de Serbie sur route
- 2017
  - 2e du Tour of Vojvodina II
  - 3e du Tour of Vojvodina I

## Classements mondiaux
| Année           | 2005 | 2006 | 2007 | 2008 | 2009 | 2010 | 2011 | 2012 | 2013 | 2014 | 2015   | 2016 | 2017   |
| --------------- | ---- | ---- | ---- | ---- | ---- | ---- | ---- | ---- | ---- | ---- | ------ | ---- | ------ |
| UCI Africa Tour |      |      |      | 168e | 132e |      |      |      |      |      |        |      |        |
| UCI Asia Tour   |      |      |      | 285e |      |      |      |      |      |      | 202e   |      | 454e   |
| UCI Europe Tour | 491e |      | 153e | 157e | 215e | 630e | 602e | 265e |      | 566e | 1 223e | 657e | 1 599e |